# Т̣
Cette page contient des caractères spéciaux ou non latins. S’ils s’affichent mal (▯, ?, etc.), consultez la page d’aide Unicode.
Т̣ (minuscule : т̣), appelé té point souscrit, est une lettre additionnelle de l’alphabet cyrillique utilisée en dans la cyrillisation de l’alphabet arabe. Elle est composée du té ‹ Т › diacrité d’un point souscrit.

## Utilisations
Dans certaines cyrillisations de l’alphabet arabe, dont celle développée par Ignati Kratchkovski, le té point souscrit ‹ т̣ › translittère le ṭāʾ ‹ ﻁ ›.
Dans le dictionnaire russe-pachto-dari de Konstantin Aleksandrovitch Lebedev publié en 1983 et les éditions suivantes, le té point souscrit ‹ т̣ › est utilisé pour translittérer la lettre ṭa ‹ ټ ›.

## Représentation informatique
Le té point souscrit peut être représenté avec les caractères Unicode suivants :
- décomposé (cyrillique, diacritiques) :

| formes    | représentations | chaînes de caractères | points de code | descriptions                                              |
| --------- | --------------- | --------------------- | -------------- | --------------------------------------------------------- |
| capitale  | Т̣               | Т◌̣                    | U+0422 U+0323  | lettre majuscule cyrillique té diacritique point souscrit |
| minuscule | т̣               | т◌̣                    | U+0442 U+0323  | lettre minuscule cyrillique té diacritique point souscrit |